# Ronde van Frankrijk 2019/Eerste etappe
De eerste etappe van de Ronde van Frankrijk 2019 werd verreden op 6 juli met start en finish in Brussel, België. De start was op het Koningsplein naast het Koninklijk Paleis van Brussel en na de Muur van Geraardsbergen, Bosberg en Charleroi werd teruggekeerd naar Brussel, waar de finish lag voor het Kasteel van Laken. De Grand Départ in Brussel stond in het teken van Eddy Merckx, die 50 jaar voordien zijn eerste Tourzege boekte. Tien kilometer voor de finish ging men door Sint-Pieters-Woluwe, waar Merckx opgroeide en waar hij in 1969 na de ploegentijdrit zijn eerste gele trui pakte.
Het betrof een vlakke etappe over 192 kilometer. De etappe werd gezien als een sprintetappe en was daarom een kans voor sprinters om de eerste gele trui van deze Ronde van Frankrijk te winnen. Vooraf was Dylan Groenewegen de grote favoriet, maar een valpartij op minder dan twee kilometer voor de finish gooide roet in het eten. Zijn ploeggenoot Mike Teunissen won de sprint nipt van Peter Sagan en werd daarmee de eerste Nederlandse geletruidrager sinds Erik Breukink in 1989 en tevens de eerste Limburger in de gele trui ooit.
Teunissen won door zijn zege ook de groene trui. Onderweg won Greg van Avermaet de bergsprint op de Muur van Geraardsbergen en zodoende de eerste bolletjestrui. De witte trui voor de beste jongere ging naar Caleb Ewan die derde werd. De prijs voor de strijdlust ging naar de laatste ontsnapper van de dag: Stéphane Rossetto.

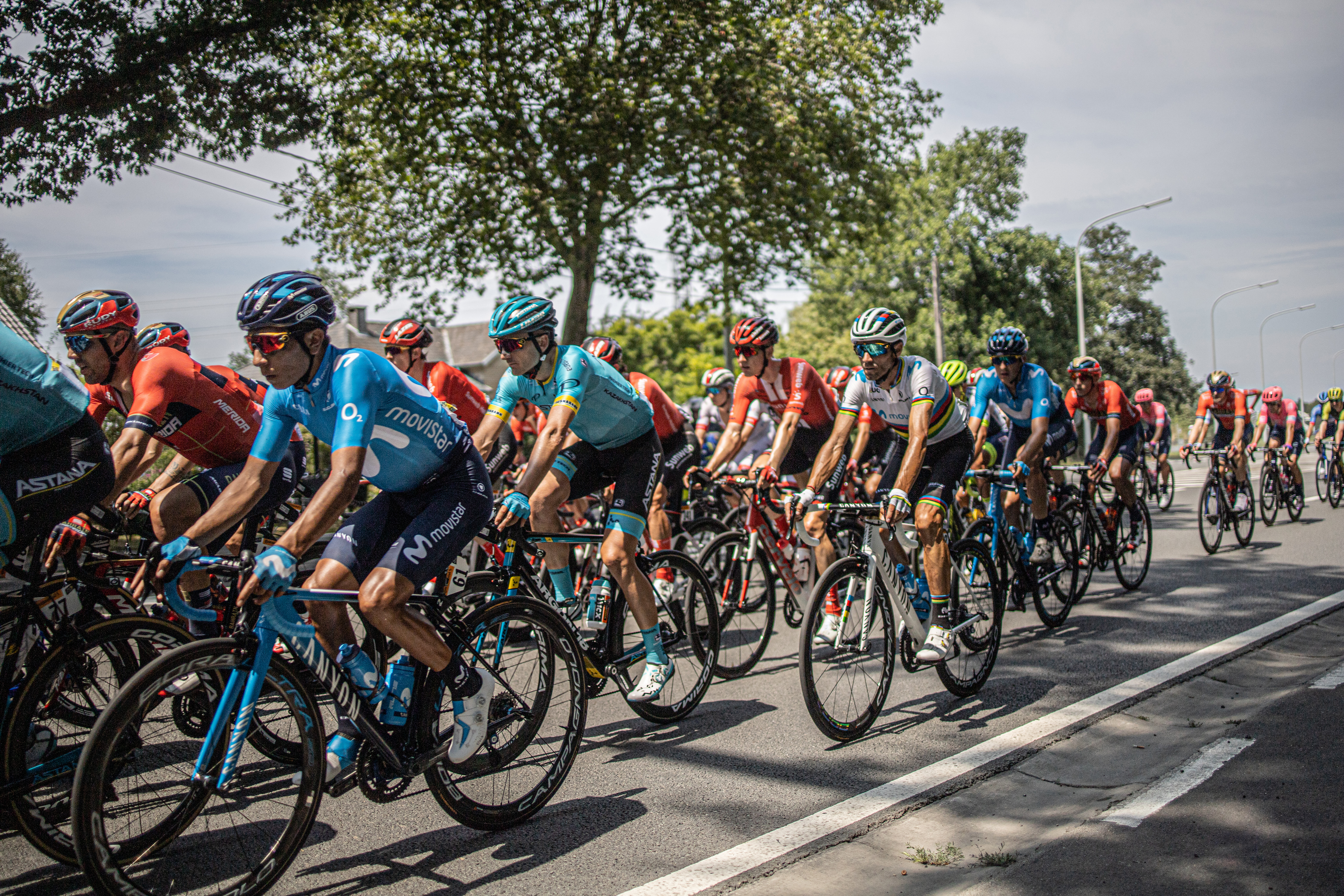
Etappe 1, het peloton in Edingen.

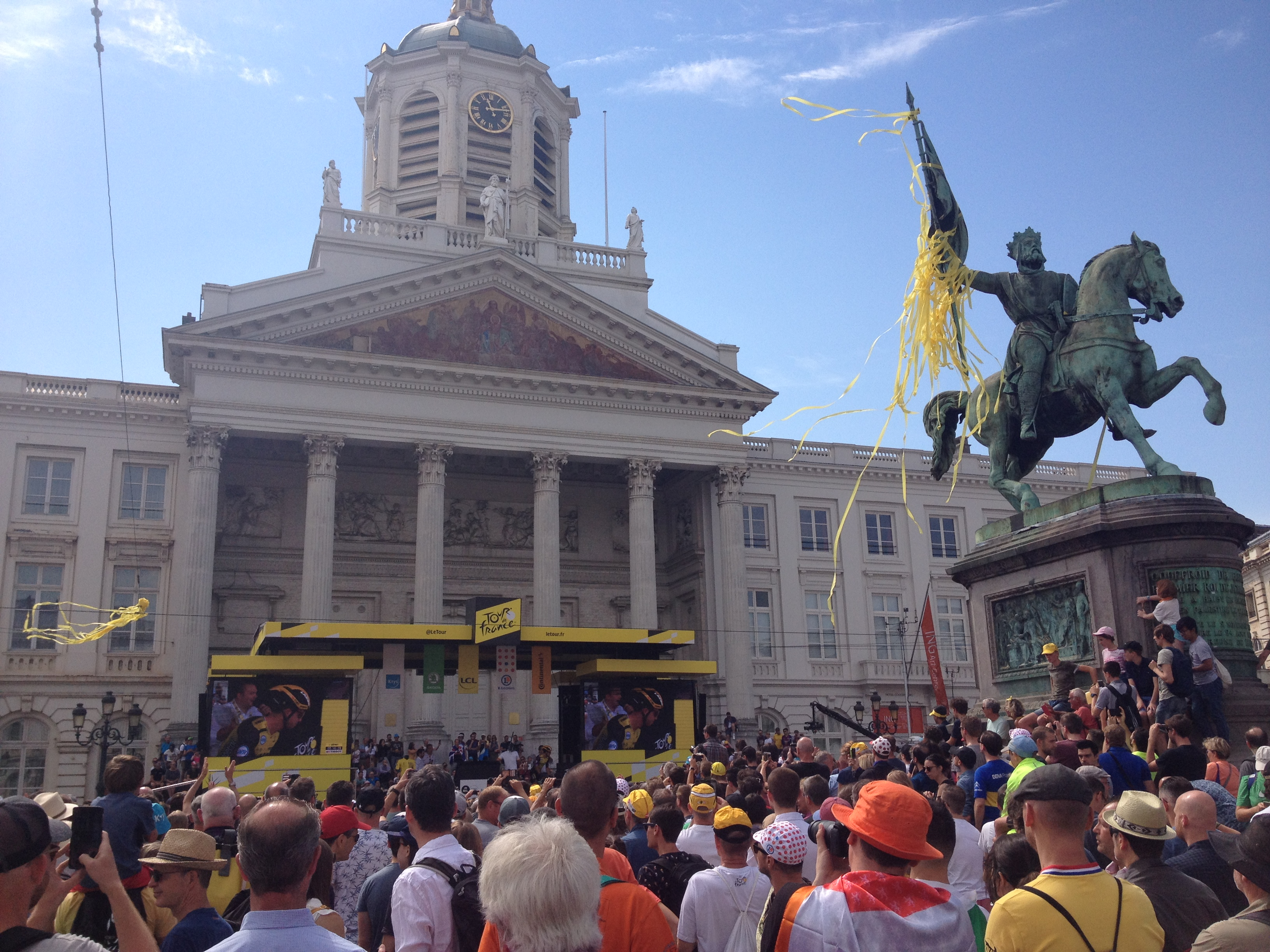
Dylan Groenewegen aan de start op het Koningsplein in Brussel.

| Brussel – Brussel (192 km) |                  |                       |          |
| Plaats                     | Naam             | Ploeg                 | Tijd     |
| 1                          | Mike Teunissen   | Team Jumbo-Visma      | 4u22'47" |
| 2                          | Peter Sagan      | BORA-hansgrohe        | z.t.     |
| 3                          | Caleb Ewan       | Lotto Soudal          | z.t.     |
| 4                          | Giacomo Nizzolo  | Team Dimension Data   | z.t.     |
| 5                          | Sonny Colbrelli  | Bahrain-Merida        | z.t.     |
| 6                          | Michael Matthews | Team Sunweb           | z.t.     |
| 7                          | Matteo Trentin   | Mitchelton-Scott      | z.t.     |
| 8                          | Oliver Naesen    | AG2R La Mondiale      | z.t.     |
| 9                          | Elia Viviani     | Deceuninck–Quick-Step | z.t.     |
| 10                         | Jasper Stuyven   | Trek-Segafredo        | z.t.     |

| Algemeen klassement |                  |                       |          |
| Plaats              | Naam             | Ploeg                 | Tijd     |
| 1                   | Mike Teunissen   | Team Jumbo-Visma      | 4u22'37" |
| 2                   | Peter Sagan      | BORA-hansgrohe        | + 4"     |
| 3                   | Caleb Ewan       | Lotto Soudal          | + 6"     |
| 4                   | Giacomo Nizzolo  | Team Dimension Data   | + 10"    |
| 5                   | Sonny Colbrelli  | Bahrain-Merida        | z.t.     |
| 6                   | Michael Matthews | Team Sunweb           | z.t.     |
| 7                   | Matteo Trentin   | Mitchelton-Scott      | z.t.     |
| 8                   | Oliver Naesen    | AG2R La Mondiale      | z.t.     |
| 9                   | Elia Viviani     | Deceuninck–Quick-Step | z.t.     |
| 10                  | Jasper Stuyven   | Trek-Segafredo        | z.t.     |

1e etappe ·
2e etappe ·
3e etappe ·
4e etappe ·
5e etappe ·
6e etappe ·
7e etappe ·
8e etappe ·
9e etappe ·
10e etappe ·
11e etappe ·
12e etappe ·
13e etappe ·
14e etappe ·
15e etappe ·
16e etappe ·
17e etappe ·
18e etappe ·
19e etappe ·
20e etappe ·
21e etappe
Startlijst · Eindstanden · Afbeeldingen